# Stefany Hernández
Stefany Hernández (Ciudad Guayana, 13 giugno 1991) è una ciclista di BMX venezuelana, medaglia di bronzo nella gara di specialità ai Giochi olimpici di Rio de Janeiro 2016.

## Palmarès
- Giochi olimpici

Rio de Janeiro 2016 - BMX: bronzo.
- Campionati del mondo di BMX

Zolder 2015: oro nelle gare Elite.
- Giochi panamericani

Lima 2019: bronzo nella gara di velocità.
- Giochi centramericani e caraibici

Mayagüez 2010: argento nella gara Elite.
Veracruz 2014: argento nella gara Elite.
- Giochi sudamericani

Medellín 2010: argento nella gara Elite.
Santiago 2014: argento nella gara Elite e bronzo nella cronometro.
- Giochi bolivariani

Trujillo 2013: argento nella gara Elite e nella cronometro.